# Diocese de Fukuoka
A Diocese de Fukuoka (em latim: Dioecesis Fukuokaensis, em japonês: カトリック福岡司教区, Katorikku Fukuoka Shikyōku) é uma diocese da Igreja Católica situada em Fukuoka, Japão. Sua sé é a Catedral de Daimyomachi, em Chuo-ku. Abrange as prefeituras de Fukuoka, Saga e Kumamoto, sendo uma diocese sufragânea da Arquidiocese de Nagasaki.

## História
A história católica em Fukuoka está ligada à evangelização do Japão, iniciada por missionários no século XVI. Após períodos de perseguição, missionários retornaram no século XIX. Em 1 de maio de 1846, foi criado o Vicariato Apostólico do Japão, com sede inicial em Yokohama. Em 22 de maio de 1876, o vicariato foi dividido em dois: Norte (atual Arquidiocese de Tóquio) e Sul (atual Arquidiocese de Nagasaki), este último abrangendo Fukuoka.
Em 15 de junho de 1891, o Vicariato do Sul foi elevado à Arquidiocese de Nagasaki. Em 16 de julho de 1927, a Diocese de Fukuoka foi erigida a partir de territórios da Arquidiocese de Nagasaki, abrangendo inicialmente cinco prefeituras: Fukuoka, Saga, Kumamoto, Miyazaki e Oita. Em 28 de janeiro de 1935, Miyazaki e Oita foram transferidas para a Prefeitura Apostólica de Miyazaki (atual Diocese de Oita), fixando o território atual da diocese em Fukuoka, Saga e Kumamoto.

## Episcopados
| #      | Nome                              | Período    | Notas                                |
| Bispos | Bispos                            | Bispos     | Bispos                               |
| ------ | --------------------------------- | ---------- | ------------------------------------ |
| 7º     | Josep Maria Abella Batlle, C.M.F. | 2020–atual | Nomeado em 14 de abril de 2020       |
| 6º     | Dominic Ryōji Miyahara            | 2008–2019  |                                      |
| 5º     | Joseph Hisajiro Matsunaga         | 1991–2006  |                                      |
| 4º     | Peter Saburo Hirata               | 1969–1990  |                                      |
| 3º     | Dominic Senemon Fukahori          | 1944–1969  | Administrador Apostólico (1941–1944) |
| 2º     | Albert Breton, M.E.P.             | 1930–1941  |                                      |
| 1º     | Fernand Thiry, M.E.P.             | 1927–1930  | Primeiro bispo                       |

## Situação Atual
Dados de 31 de dezembro de 2015:
- População católica: Aproximadamente 30.000 (0,3% da população)
- Total de fiéis: Cerca de 30.000
- Paróquias: 54
- Clérigos: 40 sacerdotes diocesanos e 20 religiosos

A diocese organiza suas paróquias em unidades pastorais para promover a cooperação missionária.

## Paróquias
As paróquias estão organizadas em unidades pastorais, incluindo igrejas em Fukuoka, Saga e Kumamoto. Algumas paróquias notáveis:
- Fukuoka Central
  - Catedral de Daimyomachi
  - Igreja de Hakata
  - Igreja de Meinohama
- Saga
  - Igreja de Saga
  - Igreja de Karatsu
- Kumamoto
  - Igreja de Kumamoto
  - Igreja de Tamana
  - Igreja de Imamura

## Acesso
- Metrô de Fukuoka, estação Yakuin-odori: 10 minutos a pé